# Болдыкова, Светлана Сергеевна
Светлана Сергеевна Болдыкова (7 июля 1982, Таштагол) — российская сноубордистка, выступавшая в параллельном гигантском слаломе, параллельном слаломе и сноубордкроссе. Мастер спорта России международного класса. Участница Олимпийских игр в Турине и Ванкувере.

## Биография
Личный тренер — Д. В. Тихомиров.
Многократная чемпионка России по сноуборду. Как и многие другие сноубордистки, в начале карьеры, помимо параллельных видов, соревновалась также в сноубордкроссе.
В 2000 году Болдыкова дебютировала на чемпионате мира среди юниоров, где показала скромный результат, 48-е место в параллельном слаломе и 26-е параллельном гигантском слаломе. Через год Светлана была уже 11-я и 24-я, а ещё через год — 5-я в параллельном гигантском слаломе и 12-я в сноубордкроссе.
Наивысшим достижением Болдыковой является серебро на чемпионате мира 2005 года.
В 2014 году окончила Институт физической культуры, спорта и туризма Сибирского федерального университета.
В 2017 году Светлана Болдыкова объявила о завершении спортивной карьеры.